# 1977 en France
Chronologie de la France
- 1973
- 1974
- 1975
- 1976
- 1977
- 1978
- 1979
- 1980
- 1981

Cet article présente les faits marquants de l'année 1977 en France.

## Événements

### Janvier
- 1er janvier : le taux normal de TVA passe de 20 à 17,6 %[1].
- 7 janvier : Roland Barthes inaugure la chaire de sémiologie littéraire du Collège de France[2].
- 27-29 janvier : affaire de Versailles ; trois hommes en détention préventive depuis plus de trois ans comparaissent devant la cour d'assises de Versailles pour attentats à la pudeur sans violence sur mineurs de 15 ans. Une pétition réclamant leur jugement avait été publiée peu avant dans Le Monde le 26 janvier[3].
- 30 janvier : libération de l’ethnologue Françoise Claustre après avoir été retenue deux ans en captivité dans le Sahara par des rebelles tchadiens[4].
- 31 janvier : inauguration du Centre national d'art et de culture Georges-Pompidou, rue Beaubourg[5].

### Février
- 27 février : les catholiques traditionalistes occupent l'église Saint-Nicolas-du-Chardonnet à Paris[6].

### Mars
- 3 mars : arrêté instituant le groupe interministériel « habitat et vie sociale »[10].
- 13-20 mars : élections municipales ; la gauche devient majoritaire[2].
- 23 mars : assassinat de Jean-Antoine Tramoni, un ancien vigile qui avait tué le 25 février 1972 le militant maoïste Pierre Overney à la sortie de l'usine Renault à Billancourt, par les Noyaux armés pour l'autonomie populaire (NAPAP)[11].

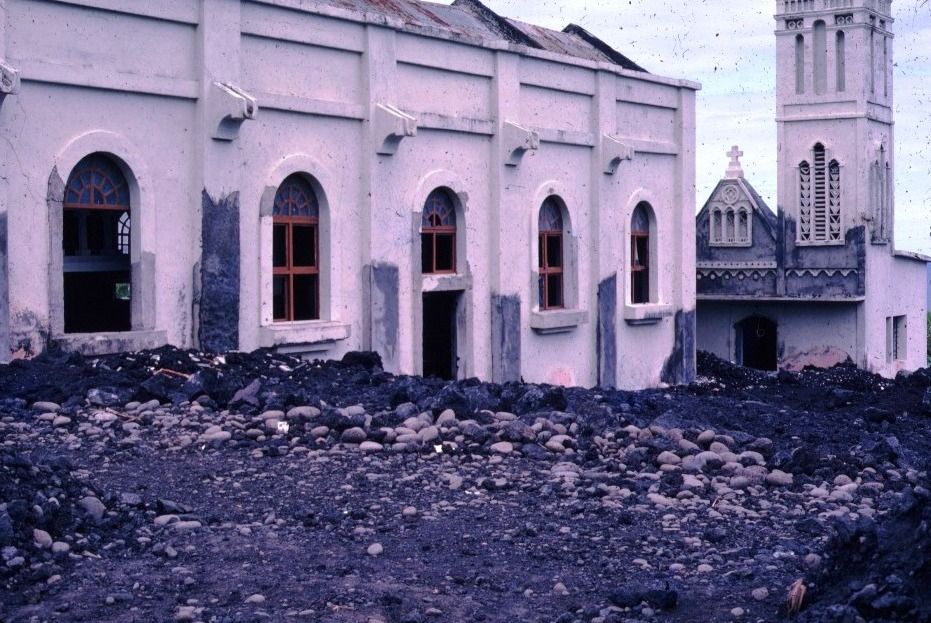
L'Église Notre-Dame-des-Laves endommagée par une coulée de lave à Sainte-Rose, La Réunion, 29 octobre 1978.

- 24 mars- 16 avril : éruption du piton de la Fournaise[12].
- 25 mars : Jacques Chirac est élu premier maire de Paris depuis la Commune de Paris[13].
- 30 mars : deuxième gouvernement de Raymond Barre[14].

- Début de l'affaire de la Bête des Vosges, qui tue plus de 300 animaux entre Châtel-sur-Moselle, Rambervillers et La Bresse de mars 1977 à janvier 1978[15].

### Avril
- 6 -10 avril : premier festival du Printemps de Bourges[16].
- 13 avril : annonce du plan Veil d'assainissement de la Sécurité sociale[17] ; hausse des ressources de la Sécurité sociale. Hausse des taux de cotisation des salariés agricoles et des actifs de plus de 65 ans (29 juin), déplafonnement d’un point des cotisations de l’Assurance maladie, instauration d’une cotisation à l’assurance maladie pour les retraités, hausse du ticket modérateur sur les médicaments dits de confort : (60 % au lieu de 30 %), les médicaments jusqu’alors remboursés à 90 % le seront à 100 %, relèvement des cotisations vieillesse sous plafond[18].
- 14 avril : opération « ville morte » à Thionville contre le plan de restructuration de la sidérurgie. 12 000 à 15 000 sidérurgistes se rassemblent devant l'usine Usinor[19].

### Mai
- 7 mai : Marie Myriam remporte (pour la France), le 22e Concours Eurovision de la chanson avec L'Oiseau et l'Enfant[20].
- 8 mai : référendum d’autodétermination sur l’indépendance du Territoire des Afars et des Issas (98 % pour l’indépendance)[21].
- 19 mai : les Républicains indépendants (RI) deviennent Parti républicain (PR)[2].
- 24 mai : terrorisme en Corse ; un commando du « Front de libération corse » attaque le relais militaire de Fort Lacroix, près de Bastia[22].
- 30 mai : Lionel Stoléru, secrétaire d’État chargé des travailleurs manuels et immigrés, institue par une note ministérielle une prime au retour de 10 000 francs aux travailleurs étrangers privés d'emploi acceptant de rentrer dans leur pays d'origine ; le « million Stoléru,,référence à son montant en anciens francs, obtient peu de succès[23].

### Juin
- 17-19 juin : congrès du  Parti socialiste à Nantes. La motion de synthèse entre la majorité du parti et le programme radical du CERES échoue[24].
- 23 juin : exécution de Jérôme Carrein, pour tentative de viol et du meurtre d'un enfant[25].
- 27 juin : indépendance de Djibouti[21].
- 27 juin-1er juillet : 1re session du Comité du patrimoine mondial à Paris[26].
- 30 juin :
  - taxe sur les spectacles de variétés[27].
  - création de l'Organisation européenne de télécommunications par satellite[28].

### Juillet
- 8 juillet : importantes inondations en Gascogne faisant 16 morts dont 5 à Auch, un milliard de francs de dégâts et 51 communes sinistrées dans le seul département du Gers[29].
- 19 juillet : loi réglementant les sondages en matière électorale et interdisant leur publication dans la période précédant les élections. Création de la Commission des sondages[30].
- 27 juillet : publication du rapport Réponses à la violence par le Comité d’études sur la violence, la criminalité et la délinquance, présidé par le Garde des Sceaux Alain Peyrefitte[31], créé en 1976 après le constat de l'apparition de problèmes sociaux et de délinquance dans les « grands ensembles », logements construits par l’État après 1945. Décrivant un sentiment généralisé d’insécurité, le rapport préconise un redéploiement afin « d’accroître la densité des forces de sécurité dans les zones nouvelles d’urbanisation, où leur absence est gravement ressentie ». Il souligne les dysfonctionnements inhérents aux groupes d’habitat collectif[9].
- 30 et 31 juillet : manifestation pacifiste antinucléaire à Creys-Malville contre la construction du réacteur Superphénix ; mort d'un manifestant, Vital Michalon[6].

### Août
- 13 août : attentat du Front de libération corse contre l’émetteur de télévision du Pignu[22].
- 13 et 14 août : nouveau rassemblement  au Larzac contre l'extension du camp militaire : environ 50 000 personnes[32].
- 23 août : le Président Giscard d’Estaing prononce le discours de Vallouise ; la montagne doit être « vivante, active et protégée »[33].

### Septembre
- 10 septembre : exécution de Hamida Djandoubi à la prison des Baumettes. Après lui, plus personne ne sera exécuté en France[25].
- 15 septembre : rentrée scolaire[34]. Entrée en vigueur de la réforme Haby, qui supprime les filières spécialisées au Collège, dans les classes de sixième, en instaurant un cursus scolaire unique et indifférencié à l’ensemble des élèves français[35].
- 16 septembre : première diffusion, sur TF1, de l'émission Téléfoot, avec Pierre Cangioni[36].
- 23 septembre : rupture de l'Union de la gauche[6].
- 25 septembre : élections sénatoriales[37].

### Octobre
- 6 octobre : vote de la loi informatique et libertés qui interdit le fichage systématique des citoyens[38].
- 27 octobre : disparition d'Agnès Le Roux, héritière du palais de la Méditerranée. Son corps n'a jamais été retrouvé[39].
- 30 octobre : Lucien Melyon, lycéen guadeloupéen, est tué d'une balle de revolver par un vigile à l'entrée d'un concert de Peter Gabriel à l'hippodrome de Pantin à Paris[40].

### Novembre
- 17 novembre-13 mars 1978 : exposition Le Siècle de Rubens dans les collections publiques françaises au Grand Palais à Paris[41].

### Décembre
- 8 décembre : inauguration officielle par le président Valéry Giscard d'Estaing du Réseau express régional d'Île-de-France (RER), à l'occasion de la jonction de la ligne A avec la ligne B à la gare de Châtelet - Les Halles[42].

## Naissances en 1977
- 3 janvier : Marie-Eugénie Maréchal, actrice française, spécialisée dans le doublage
- 15 février : Rachida Brakni, actrice et épouse d'Éric Cantona.
- 21 décembre : Emmanuel Macron, Président de la République française

## Décès en 1977
- 16 septembre 1977 : Maria Callas, cantatrice.
- 5 novembre : René Goscinny, scénariste de bande dessinée